# Gianforte La Manna

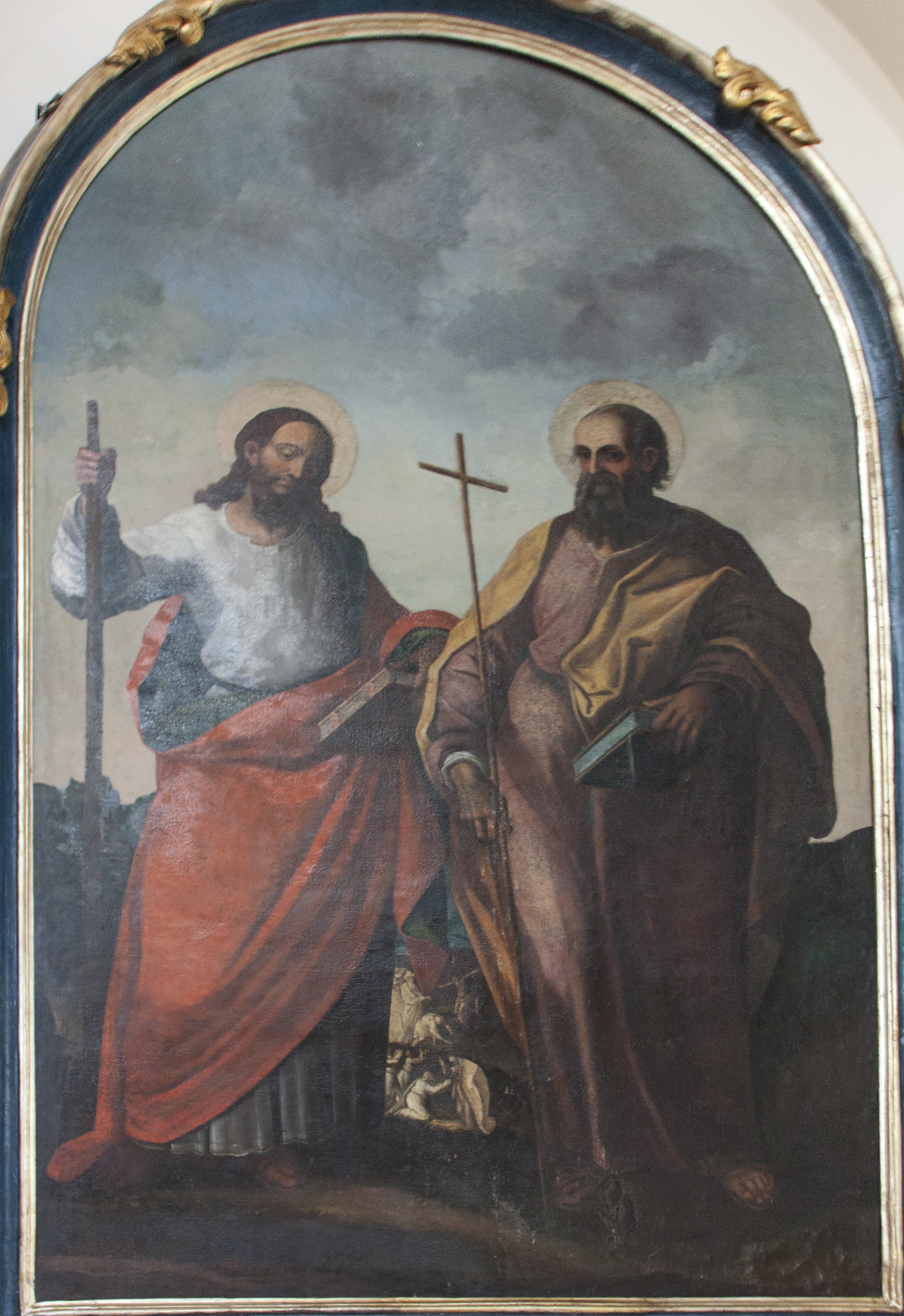
San Filippo e San Giacomo, duomo di San Pietro e Santa Maria Maggiore.

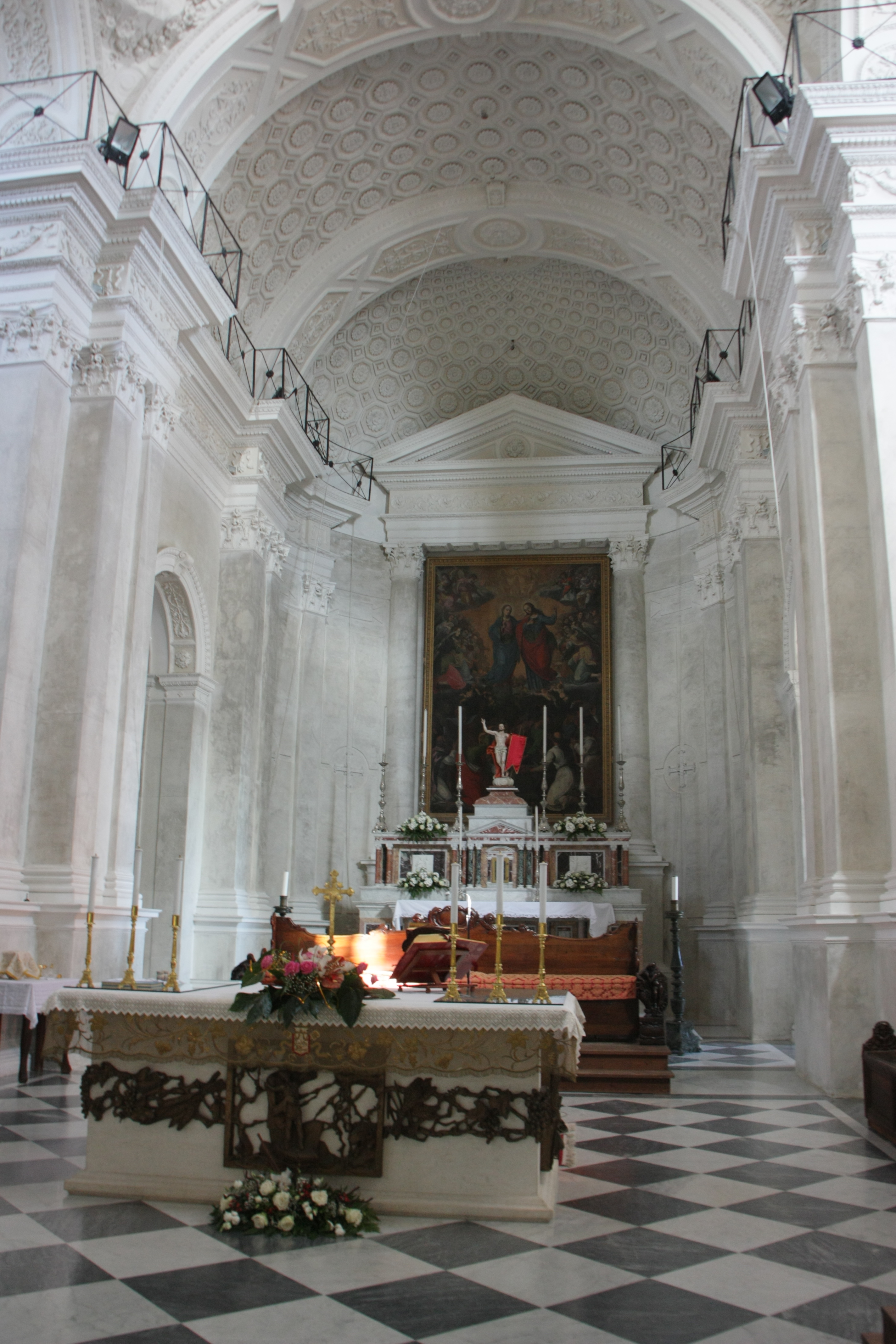
Assunzione di Maria, duomo di San Pietro e Santa Maria Maggiore.

Gianforte La Manna, altrimenti noto come Gianforti Lamanna (...), è stato un pittore italiano.

## Biografia
Pittore attivo nell'area delle province di Caltanissetta e Catania. Della biografia incompleta dell'artista si ricostruisce il decennio con le opere realizzate nella cittadina di Calascibetta e i dipinti inventariati dalla diocesi di Caltanissetta.

## Opere

### Caltanissetta e provincia
Inventario dei beni storici e artistici della diocesi di Caltanissetta:
- 1621, Vergine con Bambino ritratta fra San Nicola e Sant'Ambrogio, olio su tela;
- 1621, Episodio della vita di San Nicola, olio su tela;
- 1621, San Nicola che getta la borsa d'oro, olio su tela;
- 1621, Carestia di Mira, olio su tela.

#### Calascibetta
- 1621 - 1628, Ciclo, affreschi raffiguranti la Gloria di San Michele, il Sacrificio d'Abramo ed Adamo ed Eva con l'albero del peccato, nell'abside; affresco raffigurante la Santissima Trinità sul lato destro, opere realizzate nella chiesa di Sant'Antonio Abate.
- XVII secolo, San Giovanni Apostolo, olio su tela, opera custodita nella chiesa di San Giovanni Evangelista (detta chiesa di Santa Lucia) annessa al Collegio di Maria.

Duomo di San Pietro e Santa Maria Maggiore - Regia Cappella Palatina:
- 1617, Assunzione di Maria, dipinto ubicato sull'altare maggiore della navata centrale occupante l'intero sfondo absidale.
- XVII secolo, San Filippo e San Giacomo, olio su tela.